# Forêts de basses terres du Nord-Est du Congo
Localisation
Les Forêts de basses terres du Nord-Est du Congo forment une écorégion terrestre définie par le Fonds mondial pour la nature (WWF), qui appartient au biome des forêts de feuillus humides tropicales et subtropicales de l'écozone afrotropicale. Elle occupe la partie Nord-Est de la République démocratique du Congo et s'étend sur le Sud de la République centrafricaine, formant un triangle délimité au Nord par la transition vers la savane, à l'Est par la vallée du Rift et à l'Ouest par le fleuve Congo et ses affluents.
La région connaît un niveau élevé d'endémisme animal et végétal et fait partie de la liste « Global 200 » du WWF sous le nom de « forêts humides du bassin nord-oriental du Congo ».

## Faune
Plusieurs mammifères sont considérés comme endémiques ou quasi-endémiques de l'écorégion, comme l'okapi, la genette géante ou le cercopithèque à tête de hibou. Ces forêts abritent également la principale population de gorille des plaines de l'est. Au sein de l'avifaune, le Coucal à ventre blanc et le Tisserin à nuque d'or ne se rencontrent nulle part ailleurs sur la planète.